# Serridslevvej
 Der er for få eller ingen kildehenvisninger i denne artikel, hvilket er et problem. Du kan hjælpe ved at angive troværdige kilder til de påstande, som fremføres i artiklen.

Serridslevvej er en ca. 400 meter lang vej på Østerbro. Den begynder ved Gunnar Nu Hansens Plads, og fortsætter langs Fælledparken mod nordvest, hvor den ender i Jagtvej. Vejforløbet fortsætter på den anden side som Vennemindevej.
Vejen har fået sit navn i 1914 efter beliggenheden i det område, der hørte til landsbyen Serridslev. Serridslevvej ligger dog ikke næppe i eller omkring den gamle landsby, som man faktisk ikke ved, hvor lå, men man antager, at den lå i området mellem Titangade og Rådmandsgade på Nørrebro. Landsbyens jorder omfattede hele det nuværende Nørrebro og Østerbro. Serridslev landsby blev ødelagt under Københavns belejring i 1523-24, og året efter skænkede Frederik 1. dens jord til København, der af indtægterne skulle bekoste en forstærkning af befæstningen omkring København.
På den vestlige side af Serridslevvej er der ikke nogen beboelse, da den ligger ud til Fælledparken.
Hele den midterste del – fra nr. 22 og nedefter til nr. 4 – er nyere murstensbyggeri med mange detaljer, svalegange, altaner og en stor gård. De er opført af Børne- og Ungdomspædagogernes Landsorganisation (BUPL) som lejeboliger.
Bebyggelsen på den sydlige halvdel af vejen, hvor der nu ligger ny bebyggelse, tilhørte tidligere Husarkasernen, som havde små huse opført ud mod vejen.
Krudttønden, som er en musikscene, teater og kulturcafe, ligger i en del af det gamle kasernebyggeri, i en af de to gamle ridehaller. Bygningen har i dag husnummeret 2.
Det var også Borgmester Jens Jensen – kendt for den nærliggende allé og som var bannerfører for oprettelsen af Fælledparken – der havde en finger med i spillet vedr. Serridslevvejs bebyggelse. Jensen var fortaler for – allerede i 1906 – at der skulle bygges overfor Husarkasernen langs Serridslevvej, da han ønskede ”et pænt ydre ud mod parken og en pæn indramning af alléerne.”
Det blev besluttet to år senere og stadsingeniørens tegninger af Kanslergade-kvarteret er fra 1911. Bebyggelsen fandt endelig sted i løbet af 1910'erne. Arkitekten er Henning Hansen.
Bebyggelsen op mod Jagtvej er karakteristisk med sit ”pæne ydre”. De har i dag numrene 36-38, men har tidligere heddet 4, 6 og 8. De har meget karakteristiske indgangspartier i engelsk stil med en lille platform inden man kommer ind i selve opgangen. Det er stadig fornemt og eftertragtet byggeri i fire etager.
Her lå i 1950'erne en detailhandler og mejeriet Hollænderiet (nr. 4K), og her boede tidligere borgmester P.J. Pedersen (nr. 4, 1. sal), baronesse Dorthea Schaffalitzky de Muckadell (4, 2. sal), minister Fr. Bruun-Rasmussen (6, stuen), og kommunaldirektør K. Bjerregaard (8, 3. sal). Bygningen var generelt helt klart bolig for politikere og eliten, og hang på dén vis sammen med Kanslergade, der ligger lige bagved.
Også forfatterinden Agnes Henningsen boede en lang årrække i nr. 6 med udsigt ud over Fælledparken.